# Parque nacional Kennemerland del Sur
El Parque nacional Kennemerland del Sur (en neerlandés: Nationaal Park Zuid-Kennemerland) es un parque nacional en la provincia de Noord-Holland, parte del los Países Bajos, al oeste de Haarlem, en los municipios de Bloemendaal, Velsen y Zandvoort. Incluye la parte sur de la región conocida como Kennemerland. El parque fue establecido en el año 1995.
Kennemerland del Sur se caracteriza por sus dunas de arena. El parque, posee cerca de 38 kilómetros cuadrados (15 millas cuadradas) de superficie y también incluye algunas fincas, bosques en las franjas de dunas y playas costeras. La mayor parte de la zona de las dunas se utiliza como un punto de referencia, para la ciudad de Haarlem, pero hay una pequeña zona de piscina pública abierta en el verano.